# Laura Golarsa
Laura Golarsa (Milaan, 27 november 1967) is een voormalig tennisspeelster uit Italië. Golarsa begon met tennis toen zij negen jaar oud was. Zij speelt rechtshandig en heeft een enkelhandige backhand. Zij was actief in het proftennis van 1986 tot en met 2001.

## Loopbaan

### Enkelspel
Golarsa debuteerde in 1984 op het ITF-toernooi van Cava de' Tirreni (Italië) – zij bereikte meteen de halve finale, waarin zij verloor van landgenote Laura Garrone. Zij stond in 1985 voor het eerst in een finale, op het ITF-toernooi van Caserta (Italië) – zij verloor weer van landgenote Laura Garrone. Een week later veroverde Golarsa haar eerste titel, op het ITF-toernooi van Monviso (Italië), door Garrone in de halve finale en de Argentijnse Patricia Tarabini in de finale te verslaan. In totaal won zij zes ITF-titels, de laatste in 1997 in Cergy-Pontoise (Frankrijk).
In 1986 speelde Golarsa voor het eerst op een WTA-hoofdtoernooi, op het toernooi van Perugia. Zij stond in 1988 voor de enige keer in een WTA-finale, op het toernooi van Athene – zij verloor van de Duitse Isabel Cueto. Golarsa won geen WTA-enkelspeltitels.
Haar beste resultaat op de grandslamtoernooien is het bereiken van de kwartfinale, op Wimbledon 1989. Haar hoogste notering op de WTA-ranglijst is de 39e plaats, die zij bereikte in juni 1990.

### Dubbelspel
Golarsa behaalde in het dubbelspel betere resultaten dan in het enkelspel. Zij debuteerde in 1984 op het ITF-toernooi van Sezze (Italië). Zij stond in 1986 voor het eerst in een finale, op het ITF-toernooi van Sofia (Bulgarije), samen met de Nederlandse Marianne van der Torre – zij verloren van het duo Natalja Bykova en Viktorija Milvidskaja. In 1992 veroverde Golarsa haar eerste titel, op het ITF-toernooi van Arzachena (Italië), samen met landgenote Laura Garrone, door het Italiaanse duo Linda Ferrando en Silvia Farina te verslaan. In totaal won zij drie ITF-titels, de laatste in 1997 in Istanbul (Turkije).
In 1986 speelde Golarsa voor het eerst op een WTA-hoofdtoernooi, op het toernooi van Perugia, samen met landgenote Lorenza Jachia. Zij bereikten er de tweede ronde. Zij stond in 1989 voor het eerst in een WTA-finale, op het toernooi van Sofia, samen met landgenote Laura Garrone – hier veroverde zij haar eerste titel, door het koppel Silke Meier en Elena Pampoulova te verslaan. In totaal won zij zes WTA-titels, de laatste in 1999 in Antwerpen, samen met de Sloveense Katarina Srebotnik.
In 1996 nam Golarsa deel aan het dubbelspel op de Olympische spelen van Atlanta, samen met Silvia Farina – zij strandden in de eerste ronde.
Haar beste resultaat op de grandslamtoernooien is het bereiken van de derde ronde, eenmaal op ieder der vier grandslamtoernooien. Haar hoogste notering op de WTA-ranglijst is de 23e plaats, die zij bereikte in augustus 1995.
In het gemengd dubbelspel bereikte Golarsa eenmaal de halve finale, op Wimbledon 1996, samen met Zuid-Afrikaan Christo van Rensburg.

### Tennis in teamverband
Tussen 1989 en 1998 maakte Golarsa vijfmaal deel uit van het Italiaanse Fed Cup-team. Dit team speelde in 1989 en 1990 in Wereldgroep I. Gedurende haar Fed Cup-loopbaan bouwde Golarsa een winst/verlies-balans van 9–4 op, waarbij zij al haar enkelspelpartijen won.
In 1990 vormde Golarsa met Paolo Canè het Hopman Cup-team van Italië. Zij wonnen van Zweden en bereikten de tweede ronde, waarin zij verloren van de Verenigde Staten – Golarsa had een winst/verlies-balans van 2–2.

## Posities op deWTA-ranglijst
Positie per einde seizoen:
| jaartal | ranking enkelspel | ranking dubbelspel |
| ------- | ----------------- | ------------------ |
| 1985    | 166               | –                  |
| 1986    | 167               | 158                |
| 1987    | 121               | 204                |
| 1988    | 79                | 178                |
| 1989    | 58                | 85                 |
| 1990    | 61                | 77                 |
| 1991    | 221               | 81                 |
| 1992    | 119               | 72                 |
| 1993    | 71                | 70                 |
| 1994    | 113               | 30                 |
| 1995    | 156               | 37                 |
| 1996    | 145               | 48                 |
| 1997    | 70                | 101                |
| 1998    | 79                | 80                 |
| 1999    | 166               | 83                 |

## Palmares
| Legenda                |
| ---------------------- |
| Grandslamtoernooi      |
| Olympische Spelen      |
| Year-End Championships |
| Tier I                 |
| Tier II                |
| Tier III               |
| Tier IV & V            |

### WTA-finaleplaatsen enkelspel
| nr.              | finaledatum | toernooi   | ondergrond | tegenstandster | score    |         |
| ---------------- | ----------- | ---------- | ---------- | -------------- | -------- | ------- |
| Gewonnen finales |             |            |            |                |          |         |
| Geen.            |             |            |            |                |          |         |
| Verloren finales |             |            |            |                |          |         |
| 1.               | 1988-08-07  | WTA Athene | gravel     | Isabel Cueto   | 0-6, 1-6 | details |

### WTA-finaleplaatsen vrouwendubbelspel
| nr.              | finaledatum | toernooi      | ondergrond    | partner            | tegenstandsters                      | score         |         |
| ---------------- | ----------- | ------------- | ------------- | ------------------ | ------------------------------------ | ------------- | ------- |
| Gewonnen finales |             |               |               |                    |                                      |               |         |
| 1.               | 1989-08-06  | WTA Sofia     | gravel        | Laura Garrone      | Silke Meier Elena Pampoulova         | 6-4, 7-5      | details |
| 2.               | 1991-04-28  | WTA Bol       | gravel        | Magdalena Maleeva  | Sandra Cecchini Laura Garrone        | walk-over     | details |
| 3.               | 1993-10-24  | WTA Brighton  | tapijt (i)    | Natalia Medvedeva  | Anke Huber Larisa Neiland            | 6-3, 1-6, 6-4 | details |
| 4.               | 1994-01-09  | WTA Brisbane  | hardcourt     | Natalia Medvedeva  | Jenny Byrne Rachel McQuillan         | 6-3, 6-1      | details |
| 5.               | 1995-02-19  | WTA Oklahoma  | hardcourt (i) | Nicole Arendt      | Katrina Adams Brenda Schultz         | 6-4, 6-3      | details |
| 6.               | 1999-05-16  | WTA Antwerpen | gravel        | Katarina Srebotnik | Louise Pleming Meghann Shaughnessy   | 6-4, 6-2      | details |
| Verloren finales |             |               |               |                    |                                      |               |         |
| 1.               | 1990-05-13  | WTA Rome      | gravel        | Laura Garrone      | Helen Kelesi Monica Seles            | 3-6, 4-6      | details |
| 2.               | 1991-05-05  | WTA Tarente   | gravel        | Ann Grossman       | Alexia Dechaume Florencia Labat      | 2-6, 5-7      | details |
| 3.               | 1993-07-18  | WTA Praag     | gravel        | Caroline Vis       | Inés Gorrochategui Patricia Tarabini | 2-6, 1-6      | details |
| 4.               | 1994-05-15  | WTA Praag     | gravel        | Kristie Boogert    | Amanda Coetzer Linda Harvey-Wild     | 4-6, 6-3, 2-6 | details |
| 5.               | 1994-09-24  | WTA Moskou    | tapijt (i)    | Caroline Vis       | Jelena Makarova Jevgenia Manjoekova  | 6-7, 4-6      | details |
| 6.               | 1995-02-05  | WTA Auckland  | hardcourt     | Caroline Vis       | Jill Hetherington Elna Reinach       | 6-7, 2-6      | details |
| 7.               | 1995-03-05  | WTA San Juan  | hardcourt     | Linda Harvey-Wild  | Karin Kschwendt Rene Simpson         | 2-6, 6-0, 4-6 | details |
| 8.               | 1995-04-30  | WTA Zagreb    | gravel        | Irina Spîrlea      | Mercedes Paz Rene Simpson            | 5-7, 2-6      | details |

## Resultaten grandslamtoernooien
| Legenda | Legenda                          |
| ------- | -------------------------------- |
| g.t.    | geen toernooi gehouden           |
| l.c.    | lagere categorie                 |
| –       | niet deelgenomen                 |
| G       | uitgeschakeld in de groepsfase   |
| 1R      | uitgeschakeld in de eerste ronde |
| 2R      | uitgeschakeld in de tweede ronde |
| 3R      | uitgeschakeld in de derde ronde  |
| 4R      | uitgeschakeld in de vierde ronde |
| KF      | uitgeschakeld in de kwartfinale  |
| HF      | uitgeschakeld in de halve finale |
| F       | de finale verloren               |
| W       | het toernooi gewonnen            |
| w-v     | winst/verlies-balans             |

### Enkelspel
| Toernooi        | 1987 | 1988 | 1989 | 1990 | 1991 | 1992 | 1993 | 1994 | 1995 | 1996 | 1997 | 1998 | 1999 | w-v   |
| --------------- | ---- | ---- | ---- | ---- | ---- | ---- | ---- | ---- | ---- | ---- | ---- | ---- | ---- | ----- |
| Australian Open | –    | –    | 1R   | 1R   | –    | –    | 1R   | 1R   | 1R   | –    | 1R   | 1R   | 1R   | 0-8   |
| Roland Garros   | –    | 1R   | 3R   | –    | 1R   | –    | –    | 1R   | –    | 1R   | 2R   | 1R   | 1R   | 3-8   |
| Wimbledon       | 2R   | 2R   | KF   | 1R   | 1R   | 1R   | 2R   | 3R   | 1R   | 1R   | 2R   | 1R   | 3R   | 12-13 |
| US Open         | 3R   | 1R   | 2R   | 1R   | –    | 1R   | 3R   | 1R   | –    | –    | 1R   | 3R   | 1R   | 7-10  |

### Vrouwendubbelspel
| Toernooi        | 1988 | 1989 | 1990 | 1991 | 1992 | 1993 | 1994 | 1995 | 1996 | 1997 | 1998 | 1999 |    | 2001 | w-v |
| --------------- | ---- | ---- | ---- | ---- | ---- | ---- | ---- | ---- | ---- | ---- | ---- | ---- | -- | ---- | --- |
| Australian Open | –    | 1R   | 1R   | –    | –    | 1R   | 3R   | 1R   | 1R   | 1R   | 2R   | 2R   | –  | 4-9  |     |
| Roland Garros   | 1R   | –    | –    | 2R   | 1R   | –    | 2R   | 3R   | 1R   | 2R   | 2R   | 2R   | –  | 7-9  |     |
| Wimbledon       | –    | 1R   | 2R   | 1R   | 1R   | –    | 3R   | 1R   | 1R   | 2R   | 1R   | 1R   | 1R | 4-11 |     |
| US Open         | –    | 2R   | 1R   | –    | 1R   | 1R   | 3R   | –    | 1R   | 2R   | 1R   | 2R   | –  | 5-9  |     |

### Gemengd dubbelspel
| Australian Open | –  | 1R | –  | 1R | 1R | 1R | –  | –  | –  | 0-4 |
| Roland Garros   | 1R | –  | –  | 1R | 2R | –  | 1R | –  | –  | 1-4 |
| Wimbledon       | 2R | –  | –  | 1R | HF | 2R | 2R | 2R | 2R | 9-7 |
| US Open         | –  | –  | 1R | –  | 2R | –  | –  | –  | –  | 1-2 |